# Janina Szarek
Janina Szarek (ur. 24 czerwca 1950 w Rudzie Różanieckiej) – polska aktorka, reżyserka i pedagog; dyrektor Transform Schauspielschule.

## Życiorys

### Kariera teatralna
Urodziła się w Rudzie Różanieckiej, w rodzinie żołnierzy Armii Krajowej. Liceum Ogólnokształcące im. Bartosza Głowackiego w Tomaszowie Lubelskim ukończyła w 1964 roku. Jest absolwentką polonistyki i teatrologii na Uniwersytecie Jagiellońskim oraz aktorstwa w Państwowej Wyższej Szkoły Teatralnej im. L. Solskiego w Krakowie (1968-1972), gdzie studiowała na roku z Anną Dymną, Krystyną Tkacz, Marzeną Trybałą i Ewą Dałkowską. W 2012 roku otrzymała na Wydziale Aktorskim Akademii Teatralnej im. Aleksandra Zelwerowicza w Warszawie stopień doktora nauk o sztukach pięknych.
Była aktorką krakowskiego Teatru STU, Wrocławskiego Teatru Współczesnego im. Edmunda Wiercińskiego (1972-1976), Teatru Dramatycznego im. Jerzego Szaniawskiego w Wałbrzychu (1976), Bałtyckiego Teatru Dramatycznego im. Juliusza Słowackiego w Koszalinie (1976-1977), Teatru im. Cypriana Kamila Norwida w Jeleniej Górze (1977-1978), Teatru Polskiego we Wrocławiu (1978-1980). Występowała w spektaklach Krystiana Lupy, Jerzego Grzegorzewskiego, Aliny Obidniak, Henryka Tomaszewskiego, Kazimierza Brauna i Stanisława Brejdyganta.
Przed wprowadzeniem stanu wojennego przebywała w Berlinie Zachodnim, gdzie postanowiła pozostać po 13 grudnia 1981. W Niemczech występowała między innymi na deskach Volksbühne Berlin (m.in. w spektaklach w reżyserii Kaina Karawahna), Saalbau Neukölln Berlin, Altonaer Theater w Hamburgu, Schauspielhaus Leipzig oraz Kleist-Theater Frankfurt an der Oder. W latach 1982–1989 prowadziła scenę Studio 44, a w 1990 była współzałożycielką berlińskiego Teatru Kreatur, z którym została laureatką Friedrich-Luft-Preis (1993) przyznawanej przez dziennik Berliner Morgenpost.

### Kariera pedagogiczna
W 1983 roku objęła kierownictwo Wydziału Aktorskiego w Szkole Pantomimy i Akrobatyki "Die Etage" w Berlinie. Była profesorem wizytującym w  Hochschule für Schauspielkunst „Ernst Busch“ Berlin, Hochschule für Film und Fernsehen „Konrad Wolf” Babelsberg oraz na specjalności teatrologicznej na Wolnym Uniwersytecie Berlina. 
W 2002 roku wspólnie z profesorem Olavem Münzbergiem założyła w Berlinie szkołę aktorską Transform Schauspielschule, a następnie Teatr Studio am Salzufer, którego działalność zainicjowała reżyserią Białego małżeństwa Tadeusza Różewicza (premiera 28 lutego 2004). Szarek współpracuje m.in. z Akademie der Künste, Akademią Teatralną im. Aleksandra Zelwerowicza w Warszawie, Teatrem Współczesnym w Szczecinie oraz Teatrem Ludowym w Krakowie.

## Nagrody i odznaczenia
- 1993 − Berlin − Friedrich-Luft-Preis(inne języki) przyznawana przez dziennik Berliner Morgenpost.
- 2014 − Warszawa − Srebrny Medal „Zasłużony Kulturze Gloria Artis”.
- 2015 − Warszawa − Nagroda Sekcji Krytyków Teatralnych PO ITI za popularyzację polskiego teatru na świecie[7][8].
- 2017 − Wiedeń − Złota Sowa Polonii w dziedzinie twórczości teatralnej[9].